# 요시노촌 (후쿠이현 요시다군)
요시노촌(吉野村)은 후쿠이현 요시다군에 있던 촌이다. 현재의 에이헤이지정에 해당한다.

## 역사
- 1889년 4월 1일 - 정촌제 시행에 의해 8개 촌의 구역을 가지고 성립하였다.
- 1955년 3월 31일 - 마쓰오정, 고료가시마촌과 합병해 새로운 마쓰오카정이 성립하여, 동일 요시노촌은 폐지되었다.

## 참고문헌
- 角川日本地名大辞典 18 福井県